# Круз, Энни
Э́нни Круз (англ. Annie Cruz, род. 6 ноября 1984 года) — американская порноактриса.

## Биография
Родилась в калифорнийском городе Стоктон. Окончила Brookside Christian High School. Во время учёбы была чирлидером, вошла в 5 % лучших по успеваемости выпускников класса.
Продолжила учёбу в Доминиканском университете Калифорнии в городе Сан-Рафаэле на факультете журналистики, но, бросив образование, в 2004 году перешла к съёмкам в порнофильмах.
В 2006 году участвовала в радиошоу Говарда Стерна.
Принимала участие в женском боксе и два раза побеждала в схватках, но из-за вероятности получить травму, способную помешать порнокарьере, из бокса ушла. Также несколько раз участвовала в женской борьбе (англ. Women's Extreme Wrestling).
Называет себя компьютерным нердом. Самостоятельно разрабатывала дизайн собственного сайта и нескольких платных порносайтов.
Сфотографировалась топлес для обложки альбома Remixploitation музыканта John 5.
В 2011 году журнал Complex поставил её на 22 место в списке «50 самых горячих азиатских порнозвёзд всех времен».
На 2016 год Энни Круз снялась в 488 порнофильмах.

## Личная жизнь
С 2004 по 2006 год была замужем за порноактёром Джеком Лоуренсом.

## Премии и номинации
- 2007 AVN Award номинация — Most Valuable Starlet[11]
- 2007 AVN Award номинация — Best Group Sex Scene, Video — Corruption[11]
- 2007 F.A.M.E. Award номинация — Finalist: Dirtiest Girl in Porn[12]
- 2008 Adam Film Award — Squirt Queen of the Year[13]
- 2009 AVN Award — Most Outrageous Sex Scene — Night of the Giving Head[14]
- 2012 XBIZ Award номинация — Performer Comeback of the Year[15]